# Mudeford
Mudeford è un villaggio inglese, originariamente di pescatori, che si trova nella contea del Dorset, borough di Christchurch.